# Лесные пожары в Португалии (2017)
Пожар в Педро́ган-Гра́нде в португальском округе Лейрия начался днём в субботу, 17 июня 2017 года. Он стал крупнейшим по числу жертв и по площади в новейшей истории Португалии. Пожары разной интенсивности продолжались на протяжении всего лета, осенью же ситуация вновь резко обострилась, и в октябре жертвами лесных пожаров в центральной части Португалии стало несколько десятков человек.

## Причина
Причиной пожара стала сухая гроза. Быстрому распространению огня способствовала очень жаркая погода (выше 40 °C) и сильный ветер. Огонь распространялся сразу по четырём фронтам и охватил обширную территорию. Тушение было осложнено рельефом местности.

## Развитие
Пожар, начавшийся днём 17 июня в Педроган-Гранде, быстро перекинулся на территорию соседних районов Каштаньейра-де-Пера, Фигейро-душ-Виньюш, Ансиан и Алвайазере, а 19 июня — также на территорию соседнего округа Каштелу-Бранку (в районе Сертан).
20 июня один из фронтов пожара соединился с пожаром в округе Коимбра (в районе Гойш), образовав общий фронт протяжённостью 58 км. Власти были вынуждены эвакуировать в течение дня 27 деревень. Было перекрыто движение на пяти автострадах. В Каштаньейра-де-Пера (округ Лейрия) огнём было уничтожено по меньшей мере 30 домов.
Во второй половине дня 21 июня власти заявили о том, что периметр пожара в Педроган-Гранде составил 153 км, 95 % из которых были взяты под контроль, но в то же время усилился пожар в округе Коимбра в районе Гойш и Пампильоза-да-Серра. Накануне из окрестных деревень было эвакуировано 150 человек.
По данным на 22 июня, от огня пострадало более 50 тысяч гектаров.

## Жертвы
В результате пожара погибли 64 человека, 47 из которых заживо сгорели в автомобилях или рядом с ними вечером 17 июня, пытаясь покинуть опасную зону, но оказались заблокированными огнём на шоссе между Фигейро-душ-Виньюш и Каштаньейра-де-Пера. По состоянию на 22 июня, ранено 254 человека. Семь человек находятся в тяжёлом состоянии; среди них четверо пожарных и один ребёнок. За первые сутки пожара в Педроган-Гранде около 150 человек остались без крова. В стране был объявлен трёхдневный траур. 24 июня было объявлено, что от пожара пострадало 90 жилых домов и 27 предприятий, на которых было занято более 270 человек.

## Ликвидация
В борьбе с пожаром приняли участие более 1600 пожарных, бойцы национальной гвардии и армейские подразделения. Испания и Франция направили специальную пожарную авиацию для помощи в тушении пожара.
В округе Лейрия 18 июня было полностью эвакуировано три деревни. Во всех населённых пунктах, попавших в зону бедствия, были отменены школьные экзамены до нормализации обстановки.
В тушении пожара в Педроган-Гранде было задействовано девять единиц пожарной авиации. Днём 20 июня СМИ распространили сообщение о том, что один из самолётов Canadair, участвовавших в тушении пожара, потерпел крушение. Позже официальные лица опровергали это сообщение.
23 июня пожар был потушен. Пожарные патрулировали зону для предотвращения повторных возгораний.

## Реакция
Главы многих государств и правительств выразили свои соболезнования в связи с гибелью людей. Матч Кубка конфедераций между Португалией и Мексикой, состоявшийся 18 июня, начался с минуты молчания, португальские футболисты играли в траурных повязках в память о погибших. Португальские банки и благотворительные организации выделили средства для помощи пострадавшим и открыли специальные счета для сбора пожертвований. За первые два дня было собрано более полумиллиона евро частных пожертвований. Футбольный тренер Андре Вилаш-Боаш пожертвовал 100 тысяч евро.